# 清坡河
清坡河，位于中国广西壮族自治区西北部，是西江红水河段右岸支流，上游又称永州暗河、永州河或定乐江，发源于马山县永州镇渌料村西（原属州圩乡），东北流至大化瑶族自治县贡川乡驻地以东注入红水河。河长58千米，流域面积427平方千米。流域内石灰岩溶洞发育，有多处伏流。